# Tanta Carhua
Tanta Carhua (Ocros, C. 1460 - Ocros, C. 1470), fue una aclla inca perteneciente a la etnia Ocros. Fue parte de una ceremonia de capac cocha una ofrenda humana frecuente en el Imperio Inca.  El sacrificio se llevó a cabo en el señorío de Ocros. Fue ofrecida por su padre al emperador inca y a cambio recibió el curacazgo de Ocros a finales del siglo XV. 

### Biografía
Tanta Carhua fue hija de Caque Poma, un líder militar del señorío de Ocros. Hacia el año 1480, los ocros fueron anexados al Imperio Inca y en calidad de vasallaje, el emperador ordenó que los líderes o curacas de la zona, acompañados de sus familias se apersonaran al Cuzco. En dicha ciudad, Caque Poma ofreció en sacrificio a su hija a cambio de reafirmarlo en el señorío de Ocros.
Los documentos coloniales contienen registro de la niña de unos diez años, quien fue sacrificada como Cápac Cocha en su hogar aillu de Urcos. Después de visitar Cuzco y ser honrada por el emperador, Tanta Carhua se acercó a su padre Caque Poma diciendo: "Puedes terminar conmigo ahora porque no podía ser más honrada que por las fiestas que celebraron para mí en Cuzco".A su regreso a casa, el padre de Tanta se convirtió en el curaca de su aillu.
Tanta fue deificada y su "sacrificio ritualmente afirmaba el nuevo papel de su padre y de los descendientes de su padre como nexo entre Urcos y Cuzco mientras dramatizaba la subordinación de la comunidad a Cuzco".

### Descubrimiento de sus restos
En 1621, Rodrigo Hernández Príncipe, conocido extirpador de idolatrías del Virreinato del Perú, tras conocer que los nativos de Ocros continuaban adorando a una huaca en las alturas del pueblo, teniendo conocimiento de su ubicación, descubrió la tumba a unos 5 metros de profundidad, en un pozo bien nivelado que tenía un depósito a modo de alacena, donde se halló la Capacocha sentada con alhajas de ollas, cantarillos y dijes de plantas muy vistosas otorgados en dones por el mismo inca. Según relatos de los propios pobladores, la niña fue enterrada viva (posiblemente drogada) y su cuerpo fue emparedado al cerro. 